# If Beale Street Could Talk
If Beale Street Could Talk (bra: Se a Rua Beale Falasse; prt: Se Esta Rua Falasse) é um filme estadunidense de 2018, do gênero drama romântico-policial, dirigido e escrito por Barry Jenkins, com roteiro baseado no romance homônimo de James Baldwin.
Estrelado por KiKi Layne, Stephan James, Colman Domingo, Teyonah Parris, Michael Beach, Dave Franco, Diego Luna, Pedro Pascal, Emily Rios, Ed Skrein, Finn Wittrock, Brian Tyree Henry e Regina King, o filme relata a história de uma jovem afro-americana que, com o apoio de sua família, procura limpar as acusações criminais indevidas de seu marido e provar sua inocência antes do nascimento de seu filho.

## Produção e lançamento
Em 10 de julho de 2017, foi anunciado que Barry Jenkins dirigiria uma adaptação do romance If Beale Street Could Talk, de James Baldwin. Jenkins escreveu o roteiro durante o verão de 2013, no mesmo momento em que redigia para Moonlight. Em 29 de agosto de 2017, Stephan James entrou para o elenco; em setembro de 2017, KiKi Layne e Teyonah Parris fizeram o mesmo. Em 18 de outubro de 2017, foi divulgado que as gravações do filme haviam começado em Nova Iorque. No mesmo mês, Regina King, Colman Domingo, Brian Tyree Henry, Dave Franco e Ed Skrein entraram para o elenco. Michael Beach, Finn Wittrock, Aunjanue Ellis e Diego Luna adentraram ao elenco em novembro; em dezembro de 2017, Pedro Pascal e Emily Rios fizeram o mesmo. O compositor e pianista Nicholas Britell é responsável pela programação da trilha sonora do filme.
If Beale Street Could Talk teve lançamento limitado nos Estados Unidos, em 14 de dezembro de 2018, e está previsto para receber impulsionamento de exibição em 25 de dezembro. Estreado mundialmente no Festival Internacional de Cinema de Toronto em 9 de setembro de 2018, também foi exibido no Festival de Cinema de Nova Iorque, em 11 de outubro de 2018, e no Festival de Cinema de Nova Orleans, em 21 de outubro de 2018. Em 10 de novembro de 2018, foi exibido no Festival Internacional de Cinema de St. Louis.

## Elenco
- KiKi Layne como Clementine "Tish" Rivers
- Milanni Mines como Clementine "Tish" Rivers (jovem)
- Stephan James como Alonzo "Fonny" Hunt
- Ethan Barrett como Alonzo "Fonny" Hunt (jovem)
- Regina King como Sharon Rivers
- Teyonah Parris como Ernestine Rivers
- Colman Domingo como Joseph Rivers
- Brian Tyree Henry como Daniel Carty
- Ed Skrein como Bell
- Emily Rios como Victoria Rogers
- Michael Beach como Frank Hunt
- Aunjanue Ellis como Mrs. Hunt
- Ebony Obsidian como Adrienne Hunt
- Dominique Thorne como Sheila Hunt
- Finn Wittrock como Hayward
- Diego Luna como Pedrocito
- Pedro Pascal como Pietro Alvarez
- Dave Franco como Levy

## Recepção da crítica
Na seção de cinema do Metacritic, o filme conta com uma nota de 87 pontos de 100, baseada em 22 críticas profissionais que indicam aclamação universal. No agregador de críticas Rotten Tomatoes, contém aprovação de 92%, baseada em 95 críticas, e uma avaliação de 8,7/10. Segundo o consenso exibido no portal, If Beale Could Talk homenageia seu material de origem com uma adaptação belamente filmada que demonstra o fortalecimento do ofício visual e narrativo de Barry Jenkins."
Eric Kohn, do IndieWire, escreveu: "A continuação do trabalho cinematográfico de Jenkins mantém uma estética própria expressionista, com cores exuberantes e rostos fascinantes que falam em poucas palavras, resultando numa experiência híbrida de fascínio — uma voz influente do passado que se funde com as vozes do presente numa explosão de paixão criativa." Inkoo Kang, da revista on-line Slate, afirmou: "Comumente, o amor é exibido como algo barato nos filmes. É possível encontrá-lo em qualquer lugar e a qualquer momento, que o torna frequentemente reduzido a uma fórmula ou a uma recompensa. Beale Street vai além. O filme restabelece o amor romântico e familiar ao lado de sua santidade — é uma ambição que faz do filme uma das histórias mais características de amor no cenário atual."

## Reconhecimento
| Lista de prêmios e indicações | Lista de prêmios e indicações | Lista de prêmios e indicações                                            | Lista de prêmios e indicações |
| Prêmio                        | Categoria                     | Recipiente                                                               | Resultado                     |
| ----------------------------- | ----------------------------- | ------------------------------------------------------------------------ | ----------------------------- |
| BAFTA 2019                    | Melhor roteiro adaptado       | Barry Jenkins                                                            | Indicado                      |
| BAFTA 2019                    | Melhor trilha sonora          | Nicholas Britell                                                         | Indicado                      |
| Globo de Ouro 2019            | Melhor atriz coadjuvante      | Regina King                                                              | Venceu                        |
| Globo de Ouro 2019            | Melhor roteiro                | Barry Jenkins                                                            | Indicado                      |
| Globo de Ouro 2019            | Melhor filme - drama          | Adele Romanski, Sara Murphy, Barry Jenkins, Dede Gardner, Jeremy Kleiner | Indicado                      |
| Oscar 2019                    | Melhor atriz coadjuvante      | Regina King                                                              | Venceu                        |
| Oscar 2019                    | Melhor roteiro adaptado       | Barry Jenkins                                                            | Indicado                      |
| Oscar 2019                    | Melhor trilha sonora          | Nicholas Britell                                                         | Indicado                      |